# Obszesszív-kompulzív zavar
Az obszesszív-kompulzív zavar, rögeszmés-kényszeres zavar vagy csak kényszerbetegség (angolul: obsessive-compulsive disorder, OCD) pszichiátriai rendellenesség; olyan elmeállapot, amelyben újra és újra jelentkező kellemetlen képzetek vagy gondolatok (kényszergondolatok) mellett állandóan újra jelentkező késztetések vagy cselekedetek (kényszercselekedetek) vannak jelen. Meghatározó jelentőségű, hogy ezek a gondolatok a beteg számára is idegenek, riasztóak, fenyegetőek, a cselekedetek pedig értelmetlenek, de a szorongás csökkentése érdekében muszáj folytatnia azokat.
Egyszerű meghatározása szerint a kényszerbeteg kénytelen olyasmire gondolni, amire nem akar gondolni, a feszültség oldására kénytelen olyat cselekedni, amit nem akar megtenni. A szkizofréniával ellentétben a beteg tökéletesen tisztában van gondolatai és cselekedetei belső eredetével és abszurditásával, nem veszíti el a kapcsolatot a valósággal.
A betegség gyakran okoz pániktüneteket, depressziót, szorongást. Pontos oka nem ismert, de hátterében neurotranszmitterek csökkent szintjét, elnyomott traumaélményeket vagy akár eltanult viselkedési mintát feltételeznek.
Elkezdődhet apró, majd egyre erősödő tünetekkel, vagy akár egyik napról a másikra is. Akár élethossziglan fennállhat, de szerencsés esetben kezelés nélkül, néhány hét alatt el is múlhat. Egyeseknél viszont már tapasztalható volt, hogy az évekig tartó folyamatos jelentkezése után a kényszerbetegség egyre gyengébben hatott az illetőkre, így egy idő után sikeresen megszabadultak tőle. Megfelelő terápia segítségével viszont a betegség akár gyorsabban kezelhető, gyógyítható. A leghatásosabbnak ezek közül a pszichoterápia ígérkezett.
Meg kell különböztetni a kényszeres személyiségzavartól, illetve más pszichiátriai betegségektől.

## Tünetei
Az ICD-10 szerint a kényszerbetegség fő tünetei a kényszergondolatok és a kényszercselekvések. Az érintettek 90%-a mindkettőtől szenved. Sokféle tünete lehet, minden kényszerbetegnek saját tünetegyüttese van.

### Obszesszív gondolatok
Visszatérő, tolakodó, értelmetlen, többnyire fenyegető gondolatok. Előfordulnak körkörös gondolatok vagy beszűkült gondolkodás is. Súlyos esetekben egy gondolat fészkeli be magát, kiverhetetlenül. Típusos gondolat, melyben a beteg idegeneket, szeretteit, vagy akár saját magát fenyegetve érzi önmaga által, ezek az úgynevezett agresszív kényszergondolatok; vagy, hogy kínos helyzetbe kerül, például beszennyezik, agressziót követnek el vele szemben, mágikus úton ártanak neki; vagy pedig saját cselekedetei szerencsétlenséget hoznak önmagukra vagy másokra. Az illetők néha akaratukon kívül logikusnak találhatják a gondolatokat, és ez rémisztő lehet számukra. Gyakori, hogy az édesanya úgy érzi, tudatos szándéka ellenére bántani fogja gyermekét, vagy az autóvezető, hogy minden ok nélkül félrerántja a kormányt, balesetbe vezetve önmagát és utasait, vagy például a metró utasa, aki úgy érzi, akarata ellenére a szerelvény alá fogja vetni magát. Az önképtől idegen szexuális képzetek az obszesszió jellegzetes megnyilvánulásai. Idetartozik a vallási megszállottság, a babonákban való túlzott hit is és a tisztasági kényszer is. Mindezek a gondolatmenetek nem zárhatók le megnyugtatóan, így újra és újra feltámadnak, anélkül, hogy valós eredményt adnának.
Az obszesszív gondolatok a beteg számára idegenek, terhesek, fenyegetőek, értelmüket nem látja át, de nem képes tőlük megszabadulni. Nagyobb részük megmarad terhes, kínzó gondolatoknak, kisebb részük kényszercselekedeteket vált ki, védekezésként a kényszergondolatok ellen. Rövidebb ideig tartó, majd spontán elmúló, kezelést nem igénylő kényszergondolatok bárkinél kialakulhatnak.
A betegeket gyakran kétely gyötri. Már 1838-ban Jean Esquirol „Maladie du doute“ (a kétkedés betegsége) néven emlegette Franciaországban. Richard von Krafft-Ebing bécsi pszichiáter a „Zwangsvorstellung“ (kényszerképzelődés) elnevezést adta neki. Klinikai tapasztalatok szerint a betegek túlbecsülik a negatív események valószínűségét. Gyakran hipervigilanciát találnak a betegeknél.
Néhány gyakoribb kényszergondolat:
- Kényszerideák, félelmek: például, hogy egy munkát nem jól végzett el, vagy hogy ártott a házastársának.
- Agresszív kényszergondolatok: attól való félelem, hogy akaratunk ellenére, módosult tudatállapotban, afféle belső parancsra sérülést okozunk önmagunknak, vagy a hozzánk közelállóknak. Ilyen például az édesanya kényszergondolata, hogy a konyhakéssel leszúrja egyébként szeretett gyermekét, vagy gyakori kényszergondolat az is, hogy a beteg akarata ellenére a közelgő metró alá ugrik, ezért nem mer a sínek közelébe állni. Az efféle kényszergondolatok OCD betegeknél sohasem válnak valóra (a szkizofrén betegek belső parancsaival ellentétben), de komoly szenvedést, a gondolatilag érintett közelállókkal kapcsolatban kínzó lelkifurdalást okoznak.[12]
- Töprengési kényszer: Bizonyos témákat újra és újra át kell rágni, anélkül, hogy megnyugtató megoldást vagy döntést eredményezne.
- Ismétlési kényszer: Bizonyos gondolatokat újra és újra rituálisan meg kell ismételni.
- Bizonytalanság: Bizonyos cselekedeteket rosszul végzett el, valamit elmulasztott, vagy félreértett.
- Elintézési kényszer: sztereotíp személyiségjegyek[13]
- Tisztasági kényszergondolatok: a testi és lelki tisztaság elvesztésétől, betegségektől, baktériumoktól való félelem. Ide tartozik az ártalmatlan, de gusztustalan dolgoktól való abnormális félelem is.
- Szexuális kényszergondolatok: a személy valódi vágyaitól idegen, számára is taszító szexuális tartalmú gondolatok.
- Vallási, babonás, misztikus kényszergondolatok.

Salman Akhtar vizsgálata (1975) szerint a kényszergondolatok leggyakoribb témái:
- Szennyeződés, kosz
- Erőszak, agresszió
- Rend
- Vallás
- Szex

Habár ezek a leggyakoribb témák, a kényszergondolatok témája bármi lehet. A normális gondolatoktól nem témájukban, hanem abban különböznek, ahogy gondolják őket, és az érintett azt megéli.
A Wie ich lernte, die Zahlen zu lieben film a kényszergondolatokat az érintett szemszögéből mutatja be.

### Kompulzív cselekvések
A kompulzív kényszercselekvések az obszesszív kényszergondolatok alapján létrejövő cselekedetek, de hozzátartozik, hogy a kényszergondolatoknak csak a csekély része vált ki kényszercselekedeteket. A kényszercselekedetek célja egyrészt ezeknek a kényszergondolati parancsoknak való engedelmesség (pl. kézmosási, ellenőrzési és megszámolási kényszer), az elviselhetetlen tartalmú gondolatok áttranszformálása egy hasonló, de elviselhetőbb cselekedet által (pl. Ágnes asszony), valamint a kényszergondolatok ideiglenes távoltartása egy alapvetően értelmetlen rituálé végigvitelével.
A kényszercselekvéseket a beteg kényszerből végzi el, rituálisan, újra és újra. Ha ezt nem teszi, akkor masszív szorongás és belső feszültség lép fel. Mivel ezek a cselekvések értelmetlenek és észszerűtlenek, azért a beteg néha ellenáll nekik, de a belső feszültség és szorongás miatt mégsem tud szabadulni tőlük. A rituálékat pontosan meghatározott módon kell kivitelezni, meghatározott szabályok alapján, mindig ugyanúgy. Hogyha a cselekvést nem sikerül a megadott módon lezárni, akkor a feszültség csökkentése nem sikerül, és az egészet újra kell kezdeni.
Jellegzetes példái az ellenőrzési kényszer, melyben a beteg mások cselekedeteit folyamatosan ellenőrzi és felülbírálja, az önellenőrzés, melyben például számtalanszor visszamegy, hogy megnézze, bezárta-e az ajtót, vagy elzárta-e a gázt. Gyakori a megszámolási kényszer, melyben például a kockaköveket, lámpaoszlopokat kell megszámolni. Ide tartozik a baktériumiszonyból adódó kézmosási, mosási, takarítási kényszer, valamint az érintési, kézfogási képtelenség is.
A gyűjtögetési kényszer sokszor elsőre nem tűnik kórosnak, de az eredménye sokszor egy több százas cipőkollekció, már sehová el nem férő ruhák, vagy akár kezelhetetlenül nagyra duzzadó CD- vagy DVD-kollekció. A gyűjtögetési kényszer anyagilag igen megterhelő tud lenni. Különleges változata a szexuális partnerek minél nagyobb számban való „gyűjtése”, sokszor katalogizálva. A gyűjtési kényszer egy változata a már nem kellő tárgyaktól, olykor a háztartási hulladéktól való megválás képtelensége, akár több tonna összegyűjtött, illetve ki nem dobott hulladékkal.
Előfordulhat precizitási kényszer, melynek során a beteg fillérre stimmelő kimutatásokat, listákat, statisztikákat készít otthoni dolgairól, avagy a normális használat során külsőleg minimálisan megsérült dolgait (pl. kissé megkarcolódott műszaki berendezések, vagy minimálisan foltos ruhák) kidobja, hogy hibátlant szerezzen be helyettük.
Hozzá kell tenni, hogy a kényszercselekedetek mennyiségükben messze meghaladják a normális szintet. A normális, napi többszöri kézmosást napi több száz is felválthatja. Az esetleg nyitva hagyott ajtó leellenőrzése a természetes óvatosság része, de a tízszeri már nem, az ajtó rituális háromszori megrángatása már az elkerülő rituálé. Ideges várakozás közben bárkivel megeshet, hogy az autókat, vagy a padlócsempéket számolja, a kényszeresnek viszont muszáj folyamatosan számolnia azokat. Egy CD vagy DVD gyűjtemény még nem kóros, akárcsak néha a játékgépezés. Akkortól számít kórosnak, mikor megállíthatatlan, parancsoló szükségletté válik.
Különösen kínzó a rituálékényszer, melyben a beteg úgy érzi, ha nem végez el pontosan egy egyébként számára is teljesen értelmetlen cselekedetsort, akkor valami nagy baj fog történni. Ezek a rituálék akár több óra hosszúságú, nagyon pontosan meghatározott cselekvések is lehetnek, amiket a beteg sorban elvégez. Ennek oka, hogy ezzel az alapvetően számára is értelmetlen cselekedetsorral a terhes obszesszív gondolatoktól egy kis időre megszabaduljon, ezáltal a pszichés feszültség, kényszer, illetve inger átmenetileg csökken és elviselhetővé válik számára.
Az önagresszió tudat alatti megnyilvánulása a körömrágási, hajtépési kényszer, de sok tekintetben ide sorolható a maximalizmus és perfekcionizmus, a másoknak való megfelelési kényszer is. A kórkép jellegzetessége, hogy a kompulzív cselekedetek megakadályozása heves szorongásos rohamot vált ki a betegből.
A szenvedélybetegségek sok tekintetben hasonlóak a kompulzív kényszerhez, a beteg kénytelen megtenni azt, amiről tudja, hogy semmiképpen nem válik a hasznára, de a legfőbb különbség, hogy önként, saját döntéséből és szívesen kezdte el azt, ami később eluralkodott rajta, míg a valódi kényszerbetegek többnyire nem tudják okát kényszeres gondolataiknak és cselekedeteiknek.
Néhány gyakoribb kényszercselekedet:
- ellenőrzési kényszer mások felé: pl. kóros bizalmatlanság mások munkája iránt, becsapástól való félelem.
- pereskedési kényszer: tyúkperek tömegének folytatása, sokszor csak igazságérzeti alapon.
- ellenőrzési kényszer saját magunk felé: pl. ajtózárak, csapok többszöri ellenőrzése, a ruházat folyamatos ellenőrzése.
- rendszerezési kényszer: pl. listák, kimutatások, statisztikák öncélú készítése.
- tisztasági kényszer: pl. naponta akár több százszori kézmosás és fogmosás, steril mosás, folyamatos takarítás. Kézfogás, vagy egyéb testi kapcsolat kerülése fertőződés veszélye miatt. Gyakori megfogalmazása, miszerint a tisztasági kényszeres inkább éhen hal, de nem eszi meg a mosatlan gyümölcsöt, inkább szomjan hal, mint hogy igyon a forrás vizéből. Oka látszólag a baktériumoktól, betegségektől való félelem, a mögöttes tartalom inkább a lelki tisztaság elvesztéséről szól.
- számolási kényszer: pl. lámpaoszlopok, kockakövek, szembejövő autók, emberek, vagy akár a saját lépések folyamatos számlálása.
- gyűjtögető kényszer: pl. gyűjthető, vagy közönséges használati tárgyak abnormális mértékű felhalmozása, messze a szükségleteken felül. Ide tartozik a használhatatlan tárgyak, szemét kidobására való képtelenség is. A szexuális partnerek minél nagyobb számú begyűjtése, olykor katalogizálva.
- rendrakási és szimmetriakényszer: mindennek a pontosan előre meghatározott helyen kell lennie, attól eltérni nem szabad.
- szabálykövetési kényszer: a különféle szabályok betű szerinti betartása és betartatása. Lényeges, hogy a szabálykövetésnek nem a szabályszegés esetén kapható büntetés az oka.
- rituálékényszer: rövid, vagy akár több óráig tartó, pontosan meghatározott, de értelem nélküli cselekedetsor végrehajtása, különben valami nagy baj fog bekövetkezni. Rövid pl. a küszöb háromszori átlépése, vagy a kilincs ötszöri lenyomása.
- érintési kényszer: bizonyos tárgyak megérintése vagy megérintésének elkerülése, például lámpaoszlopoké.
- verbális kényszer: bizonyos szavak, mondatok, dallamok kényszeres ismétlése

## Felismerése

### ICD-10 és DSM-5 szerint
Az ICD-10 (Code F42) szerint a következőknek kell teljesülnie a kényszerbetegség diagnózisához:
- A kényszergondolatokat és cselekedeteket az alanynak sajátjának kell elismernie
- Az alanynak ellen kell állnia legalább egy kényszergondolatnak vagy kényszercselekvésnek
- A kényszergondolatok és kényszercselekedetek nem lehetnek önmagukban kellemesek
- A kényszertüneteknek kellemetlen módon kell ismétlődniük
- Legalább 14 napon át a tüneteknek a legtöbb napon jelentkeznie kell

Az amerikai pszichiátriai diagnózisrendszer, a DSM több fokozatot különít el a belátás képessége szerint. A jelenleg alkalmazott DSM-5 a zavarnak és a kapcsolódó zavaroknak egy teljes fejezetet szentel, melynek korábban a szorongásos zavarok volt a címe. Ide tartoznak a testdiszmorfia, a kényszeres gyűjtögetés, a trichtillománia, a dermatillománia, valamint a pszichotróp anyagokkal, gyógyszerekkel kapcsolatos zavarok.
A pontosabb diagnózishoz külső személyek által kitölthető kérdőívek állnak rendelkezésre, például az Yale-Brown Obsessive Compulsive Scale (Y-BOCS). Ennek léteznek önértékelő és gyermekek számára készült változatai is.
Önértékeléshez is készítettek kérdőíveket:
- Maudsley Obsessional Compulsive Inventory (MOC)
- Leyton Obsessional Inventory (LOI) – gyerekek számára is
- Hamburger Zwangsinventar (HZI) – rövidítve is

### Differenciáldiagnózis
- A diagnózis összeegyeztethető az alkalmi pánikrohamokkal és az enyhe fóbiás tünetekkel. Habár a szorongás a kényszerbetegség alapjának számít, és a szorongási zavar az amerikai kritériumok, például DSM-IV szerint[22]) a kényszerbetegség a szorongásos zavarok közé tartozik, szűkebb értelemben a kényszerbetegség nem szorongásos zavar.
- Elhatárolás a szkizofréniától: Eugen Bleuler összefüggést feltételezett a kényszerbetegség és a szkizofrénia között, azonban újabb tanulmányok cáfolták ezt az összefüggést; a kényszerbetegeknek nincs nagyobb esélyük a szkizofréniára, mint az össznépességnek. Megfordítva azonban a szkizofréneknél gyakrabban fordulnak elő kényszeres zavarok, amelyek rontják a prognózisukat.
- Elhatárolás a kényszeres személyiségzavartól: Nincs összefüggés a kényszeres személyiségzavar és a kényszerbetegség között. Míg a személyiségzavarban a kényszeresség én-synton, azaz összeegyeztethető a személyiséggel, addig ez a betegségben én-dyston, azaz az éntől idegen és a személyiséggel összeegyeztethetetlen.
- Kényszertüneteket a Tourette-szindrómánál és organikus pszichés zavarok esetén nem diagnosztizálják kényszerbetegségként, hanem a megfelelő zavar részének tekinthetik. Megfordítva, a tikkelést a kényszeres tünetek megléte esetén még nem tekintik feltétlenül a Tourette-szindróma tünetének.[23]
- Meg kell különböztetni az autizmusnál jelentkező sztereotípiáktól.
- Tiszta kényszergondolatok előfordulnak postpartalis depresszió és postpartalis szindróma esetén. Ekkor az anya attól fél, hogy árt újszülött kisbabájának.
- A tiszta kényszerzavart el kell különíteni az úgynevezett kényszerspektrumzavaroktól.[24] A kényszerspektrum koncepcióján az angolszász tudományos közösség már évek óta gondolkodik. Ez azt állítja, hogy egy spektrum részei bizonyos zavarok, melyeket eddig külön kezeltek. Ide tartoznak a hipochondria bizonyos fajtái, a testdiszmorfia, az anorexia nervosa, a deperszonalizációs zavar, a Tourette-szindróma, a trichtillománia, a dermatillománia, a kényszeres gyűjtögetés, és a patologikus játék.[25][26][27] A DSM-5 már részben ezt a szemléletet képviseli, és mindegyiket a Kényszerbetegség és rokon zavarok alá csoportosítja.

### Kísérő betegségek
Ahogy más szorongásos zavaroknál, úgy a kényszerbetegségnél is gyakori, hogy más affektív, illetve szorongásos zavarok társulnak hozzá. A leggyakoribbak: depresszió, szociális fóbia és pánikbetegség. Az érintettek körülbelül 80 százaléka depresszív tüneteket mutat, azonban ezek még nem elegendőek a depresszió diagnosztizálásához. Körülbelül egyharmaduk depressziós lesz legalább egyszer az élete során.
Az érintettek 50 százalékánál személyiségzavar is fennáll. A leggyakoribbak a dependens és az avoidant személyiségzavar; ellenben a kényszeres személyiségzavar ritkább. Gyakoriak a problémás interakcióminták, illetve személyiségvonások.
A kényszerbetegségben előfordulhatnak tikkek, melyeket típusuk és kifejeződésük szerint vagy besorolnak a kényszerbetegség alá, vagy pedig külön tikkzavart vagy Tourette-szindrómát állapítanak meg.

### Kényszeresség más betegségeknél
A kényszeres tünetek megléte nem feltétlenül utal kényszerbetegségre. A kényszergondolatok és kényszercselekvések a klasszikus kényszerbetegségtől függetlenül más neurológiai és pszichiátriai betegségekben is megjelenhetnek. Az angol szakirodalomban ilyenkor „Obsessive Compulsive Symptoms“ (OCS) tünetekről beszél. Ide tartoznak a Tourette-szindróma, az autizmus, az agysérülések, a szkizofrénia, továbbá az olyan neuropszichiátriai problémák, mint a PANS, illetve a PANDAS. Ekkor ezeket a tüneteket az adott betegséggel együtt kezelik.

## Elterjedtsége és lefutása
A kényszerbetegség egészen az 1990-es évek közepéig ismeretlen volt. Emiatt az érintettek egyedül érezték magukat, ami rontotta a terápiás esélyeket, és növelte az öngyilkosság veszélyét. Több tanulmány szerint a népesség 1-3%-a szenved tőle legalább egyszer életében. Egy 2012-es tanulmány szerint Németországban a felnőtt népesség 3,8%-a volt érintett egy éves távlatban.
A betegség többnyire fiatal-, illetve felnőttkorban kezdődik, a 30. életév előtt. A férfiak körében gyakoribb, mint a nők körében. Hatásos kezelés híján fokozatosan erősödik; az esetek kétharmadában folyamatosan, egyharmadában pedig súbokban. Gyermekkori, illetve fiatal felnőttkori kezdet fiúknál gyakoribb, mint lányoknál. Minél előbb kezdődik meg a kezelés, annál jobbak a kilátások; habár a teljes tünetmentesség elérése ritka.
Külön élő, elvált személyeknél, illetve munkanélkülieknél gyakoribb. Ez nem meglepő, hiszen a betegség a párkapcsolatokban és a munkában is nehézséget jelent.
A tünetek rosszabbodására terhesség és szoptatás alatt 60-75% az esély. A kényszerbeteg gyermekágyas anyáknál megnő a depresszió esélye.

## Okai
Az 1960-as évekig a pszichoanalitikus megközelítés uralkodott. A viselkedésterapeutikai keletkezéselméletek fejlődésével genetikai és neurofiziológiai összefüggések kerültek fókuszba. Jelen állapot szerint a genetika és a pszichikai okok egyedi kölcsönhatásai, mint élettörténet, illetve stressz okozhatja a kényszerbetegség kialakulását.

### Pszichológiai magyarázatok és modellek

#### Viselkedéspszichológia
A különböző pszichológiai irányzatok különféleképpen magyarázzák a kényszerbetegség keletkezését és fennmaradását.
Mowrer kétfaktoros elmélete szerint a szorongás és a kényszer keletkezésében a klasszikus kondicionálásnak, fennmaradásában az operáns kondicionálásnak van szerepe.
- Klasszikus kondicionálás: Egy kezdetben semleges inger, például a kosz, egy természettől fogva félelmet keltő ingerhez társul, és annak jelévé válik. Ez lehet a családban levő érzelmi zavar is.[47]
- Operáns kondicionálás: Ennek ez elhárítására az érintett kényszercselekvésekbe kezd, melyek csökkentik a feszültséget, illetve a félelmet. Ha ez sikerül, akkor ez negatív megerősítés, így az érintett később is alkalmazza őket.

A Paul Salkovskis által javasolt kognitív viselkedésterápiai elmélete abból indul ki, hogy a kényszerbetegség az egészségeseknél is előforduló gondolatoknak negatív minősítéséből, és az ezeknek az elkerüléséből áll. Az elkerülő viselkedés lehet gondolati és lehet cselekvés is. Gondolati a gondolat elnyomása, cselekedeti azok semlegesítése, például fertőzéstől való félelem miatt kézmosás. Az elkerülő reakciók azonban nem vezetnek teljes sikerhez, az csak átmeneti lehet, mivel a kiváltó gondolatok újra és újra felbukkannak. Így az érintett megtanulja, hogy átmeneti megkönnyebbülést talál, ami negatív megerősítés a viselkedésre. Az elnyomás paradox módon felerősíti a gondolatot.
A kognitív pszichológiai kutatás több tényezőt azonosított, hogy miért érződnek ezek a gondolatok zavarónak:
- Depresszív hangulat: Megnöveli a nemkívánatos gondolatok számát és erejét.
- Szigorú viselkedéskódex: A különösen magas morális mérce hozzájárul, hogy a szexuális és az agresszív gondolatok elfogadhatósága csökken.[51]
- Diszfunkcionális meggyőződés a felelősségről és a károkról: Hit abban, hogy a gondolatok ártanak nekik vagy másoknak.[51] Ilyen például, hogy az ima közben felmerülő, számukra hátrányos gondolatokat Isten inkább meghallgatja, mint a szándékos imát.
- Diszfunkcionális meggyőződés és gondolkodási minta: Téves elképzelések az emberi gondolkodásról; arról, hogy irányítaniuk kell a gondolataikat, és erre az embernek képesnek kell lennie.[51]

#### Pszichoanalízis
A pszichoanalitikusok abból indulnak ki, hogy a kényszerbetegség akkor alakul ki, ha a gyerekek félni kezdenek saját tudatalatti énjük impulzusaitól, és védekező mechanizmusokat fejlesztenek ki, hogy csökkentsék az ezáltal keletkezett félelmet. A félelem és az impulzusok elleni küzdelem tudatossá válik. Az impulzusok rendszerint kényszergondolatokként jelentkeznek, az elhárítás pedig ellengondolatokként, illetve kényszercselekedetekként.
Sigmund Freud szerint néhány gyerek az anális fázisban intenzív dühöt és szégyent érez. A tudatos és a tudatalatti én közötti küzdelem a kényszerbetegség gyökere. Kétéves kor körül a gyerekek pszichoszexuálisan a kiválasztási funkciókhoz kötődik, ugyanekkor a szülők megkezdik a tisztaságra nevelést is. Ha túl korán követelik meg a kiválasztási funkciók ellenőrzését, amikor a gyerek még nem képes rá, akkor ez dühöt vált ki, és agresszív tudat alatti impulzusokat vált ki. Emiatt a gyerekek bepiszkítják ruhájukat, destruktívak lesznek, slamposak és önfejűek lesznek. Ha ezt a szülők elnyomják ezeket az agresszív késztetéseket, akkor bűntudatot és szégyent keltenek benne. Az agresszív impulzusok fölötti uralkodás a követelménye miatt összevész egymással a tudatos és a tudat alatti én, ami az egész hátralevő életet meghatározó kényszerbetegséggé fejlődik.
Nem minden pszichoanalitikus értett egyet Freuddal. Ők a kényszerbetegséget arra vezették vissza, hogy a beteg nem tudja megfelelően kifejezni önmagát, vagy le akarja győzni a bizonytalanság érzését, vagy azt, hogy fél a sebezhetőségtől. Abban azonban egyetértenek Freuddal, hogy a kényszerbetegek erős agresszív impulzusokat, illetve erős késztetést éreznek ezek kontrollálására.

### Biológiai magyarázatok

#### Genetikai tényezők
Időközben számos tanulmány rámutatott arra, hogy a kényszerbetegség mérsékelten örökletes, illetve bizonyos genetikai konstellációk esetén gyakrabban fordul elő. Ez indokolhatja a megfigyelt családi halmozódást. Azonban 2010-ig nem sikerült kétségtelenül azonosítani a megfelelő géneket.

#### Neurobiológiai tényezők
A kényszerbetegség összeegyeztethető az agyi anyagcsere elváltozásával. Azonban ebből még nem állapítható meg, hogy ez okozza-a a kényszerbetegséget, mivel kialakulhat a betegség hatására is.
- Szerotonin-hipotézis: Különböző neurokémiai vizsgálatok alapján, illetve szerotonerg gyógyszerekkel elért sikerek a szerotonin anyagcseréjével való összefüggésre utalnak. SSRI hatására a tünetek csökkennek, annak letételével azonban visszatérnek.
- Dopamin-hipotézis: A tikkek létrejöttében és a Tourette-szindróma keletkezésében jelentősége lehet a dopaminnak. Egyes eredmények szerint a neurotranszmitterek hibás működése nem ok, hanem következmény.[61]
- Bazális ganglionokról szóló hipotézis: Bizonyos agyterületeken (Cortex orbitofrontalis és Nucleus caudatus) elváltozások találhatók. Pozitron-emissziós tomográffal végzett vizsgálatok alapján a Cortex orbitofrontalis, mindkét oldali Nuclei caudati, illetve a Gyrus cinguli glükózfelhasználása megnövekedett; ugyanekkor ezeken a területeken a vérkeringés lelassult.

#### Immunológia
A sztereotíp kényszeres tünetek és a tikkek visszavezethetőek fertőzési, illetve immunológiai tényezőkre, mint pl. gyermekkori sztreptokokkuszfertőzésre (PANDA-szindróma) vagy más kórokozókkal történt fertőzésekre (PANS/PITAND-szindróma). Utalások vannak arra, hogy immunmodulációs beavatkozások, mint pl. plazmaferezis, immunglobulinok adása vagy antibiotikumokkal végzett profilaxis tartós javuláshoz vezetett. További tanulmányok a D8/17 B-limfocita antigén megnövekedett szintjére utalnak. Autoimmun folyamatokat is kimutattak, például patologikus antitestképződést. Kényszeres mozgászavarok esetén megnövekedett az anti-basalganglion-antitestek száma.

## Kezelés
Az aktuális német S3-vezérelv a kényszerbetegségre specifikus kognitív viselkedésterápiát ajánl, amibe beletartozik az expozíció kezelése és a reakciókezelés is. E mellé azonban gyógyszeres támogatás is tartozik. A csak gyógyszeres kezelést arra az esetre tartja fenn, ha a beteg elutasítja a pszichoterápiát, vagy ha a tünetek súlyossága nem engedik meg azt. Szintén javasolja a csak gyógyszeres kezelést akkor, ha az erőforráshiány vagy a várakozás hossza miatt csökkenne a beteg együttműködési készsége.
A csak gyógyszeres kezelés hátránya az, hogy a gyógyszer letétele után a visszaesés 90%-os. Viselkedésterápia esetén ugyanez az arány 20%. Súlyos esetben expozíciós terápiát és gyógyszeres kezelést ajánlanak. Ha tikkek is vannak, akkor SSRI-vel, illetve ha a kezelés nem használ, akkor antipszichotikumokat vetnek be, mint Risperidon vagy Haloperidol. A mély agystimuláció a haszon és a kockázat mérlegelésével csak a legsúlyosabb esetekben jöhet szóba.
Optimális esetben a panaszok jelentős gyengülése és enyhébb lefutás várható. A teljes gyógyulás ritka. A gyógyszerek hirtelen letétele, illetve elégtelen pszichoterápia esetén valószínű az újbóli súlyosbodás.
A gyakorlatban leginkább gyógyszeres kezelést és pszichoterápiát alkalmaznak, amelyek külön-külön a betegek kb. 60%-ánál, együttesen 80%-ánál mutatnak jelentős javulást. A gyógyszeres terápia antidepresszánsokkal és szorongáscsökkentőkkel történik.
A pszichoterápia az esetleges magyarázó okok (pl. gyermekkori trauma, molesztálás, súlyos szerencsétlenség megélése, stb.) feltárásából és szisztémás deszenzibilizációból, fokozatos hozzászoktatáshoz illetve elvonásból állhat, utóbbi csoportterápia keretében is történhet.
Amennyiben a gyógyszeres és a pszichoterápiás kezelés nem hoz megfelelő eredményt, az Amerikai Egyesült Államokban mély agyi stimuláció is szóba jöhet. Az Európai Unió területén OCD kezelésére a mély agyi stimulációt egyelőre csak kísérleti módszernek tekintik.

### Pszichoterápia
Több módszer is van a pszichoterápiára, melyek nemcsak módszerükben, hanem a mögöttük álló elméletben is különböznek. Működési mechanizmusuk és stratégiájuk tudományos vizsgálat, illetve megbeszélésék tárgya. Pszichoanalízisre alapuló módszereket is bevetnek, melyek azonban nincsenek véletlenített ellenőrzött vizsgálatokkal alátámasztva.
A viselkedésterápia hatékony pszichoterápiás eszköz. Elkezdését nem szabad halogatni, mivel annál hatékonyabb, minél korábban elkezdik. Hatékonyságban nem különbözik a kognitív terápiától és a kognitív viselkedésterápiától.
Konfrontáció cselekvésgátlással: Jól kutatott módszer. A beteget újra és újra szembesítik azokkal a tárgyakkal és helyzetekkel, amelyek félelmet, kényszergondolatokat illetve kényszercselekvést váltanak ki. Ezeket eleinte modellezik, mivel a betegnek eleinte nehézségére esik ezekkel szembesülnie. Újabban gátlás helyett menedzselésről beszélnek, mivel csak az elkerülő reakciókat gátolják. Mivel majdnem lehetetlen megfigyelni az elkerülő gondolatokat, rávezetik a pácienst arra, hogy tartalmilag foglalkozzon félelmeinek központi témáival és a helyzet érzelmi minőségére hagyatkozzon. Ebben az értelemben csak az elkerülő viselkedés reakcióit gátolják, míg az érzelmieket bátorítják. A konfrontációt és a reakcióelkerülést mind egyéni, mind csoportterápiában is végzik. Az ezzel a módszerrel kezelt kényszerbetegek 60-90%-ánál javulás érhető el a kényszercselekvések számát tekintve és az arra következő érzelmi reakciókban. Az eredmények évekkel később is megmaradnak.
Habituációs tréning: Ez a módszer elszigetelt kényszergondolatokkal foglalkozik. Az alanyoknak fel kell idézniük ezeket és hosszabb ideig ellenállni nekik. Egy másik formában felvételről hallgatják vissza a kényszergondolatokat.
Asszociációs hasítás: Az alanyok szavakba foglalják és modellezik kényszergondolataikat, A negatív, kínzó gondolatok mellett semleges vagy pozitív kapcsolatokat építenek fel, annyira, hogy ez alternatív útvonalakat építenek ki az idegrendszerben. Ezt a módszert az alanyok saját maguk is alkalmazhatják. Rendszeres áttekintéssel szignifikáns hatással voltak a kényszergondolatokra és a kényszertünetekre a kontrollkörnyezettel összehasonlítva.
A pszichodinamikus módszereket, köztük a pszichoanalízist a viselkedésterápia mellett használják. Célja a gátolt impulzusok felszínre hozása, és a konfliktusokból eredő feszültségeket tudat alatti forrásaikkal együtt feldolgozása.

### Gyógyszerek
A kényszerbetegség viselkedésterápiás kezelését gyógyszerekkel egészítik ki. Gyakran egyszerre több gyógyszert adnak, és időbe telik, mire a beteget beállítják.

#### Antidepresszánsok
Több, ellenőrzött hatástanulmány szerint a kényszerbetegség kezelésében hasznosnak bizonyultak azok az antidepresszánsok, amelyek gátolják a szerotonin hírvivő anyag visszavételét. Ez a gátlás lehet szelektív (ezek az SSRI szerek), vagy hathat túlnyomórészt a szerotoninra. Az SSRI körébe tartoznak a következők: Citalopram, Escitalopram, Fluoxetin, Fluvoxamin, Paroxetin, Sertralin. Hasonlóan hatásos a triciklikus Clomipramin; egy tanulmány szerint a Venlafaxin is hatásosnak bizonyult. Mindazonáltal a jobb elviselhetőség miatt inkább az SSRI antidepresszánsokat részesítik előnyben a Clomipraminnal szemben.
A gyógyszeres terápiára jellemzőek a következők:
- Nagyobb adagokat használnak, mint depresszióban
- Javulás csak két-három hónap múlva kezdődik
- 12–24 hónapos kezeléssel 40-50%-os javulás érhető el[95]
- Ha nem érik el a kívánt hatást, akkor a fent leírt szerek közül egy másikra válthatnak[95][96]

A csak gyógyszerekkel végzett terápia hátránya, hogy a gyógyszer letétele után a visszaesés 90%. Éppen ezért a letételt a pszichoterápiával párhuzamosan, fokozatosan végzik. A csak gyógyszeres kezelést bevezető jelleggel alkalmazzák, amikor aktuálisan nem áll rendelkezésre elég erőforrás a pszichoterápiához, hosszú a várólista, vagy a beteg nem eléggé motivált a pszichoterápiához.

#### Neuroleptikumok
Ha az SSRI, illetve a Clomipramin nem váltja ki a kívánt hatást, illetve tikk-zavar is fennáll, akkor melléjük még antipszichotikumokat is adnak, mint Risperidon, Haloperidol vagy korlátozásokkal Quetiapin. Mellékhatásuk lehet kezdetben fáradtság, zsibbadás, figyelemzavar, a reakciókészség romlása; később az étvágy növekedése és hízás, hormonzavarok; nagyon ritkán és nagyobb adagok esetén nyugtalanság, és a mozgás integrációjának zavara. Egyes szerzők különösen akkor ajánlják őket, hogyha a kényszergondolatok mágikus jelleget öltenek, bizarrak vagy elégtelen a távolság a kényszergondolatoktól. A Columbia Egyetemen, New Yorkban végzett véletlenített klinikai vizsgálatok kétségeket támasztottak a hozzáadott neuroleptikumokkal szemben.

#### További hatóanyagok
Utalások vannak arra, hogy az acetilcisztein a glutaminerg szinapszisokra ható többi gyógyszerhez hasonlóan a kényszeres tünetek javulásához vezethet. Hasonló teljesül egyes H1-antihisztaminokra, mint a difenhidramin, és különösen a Hydroxyzin, ami erős dopamin- és szerotonin 5-HT2 antagonista is. Emellett további sporadikus tanulmányok utalnak különböző más hatóanyagok hatásosságáról is, melyek a szerotoninerg rendszerre (például Inositol)) vagy az acetilkolin receptorokra hatnak.
Alkalmazásmegfigyelések szerint a μ-opioidok, mint például Hydrocodon vagy Tramadol bevétele a kényszeres tünetek spontán csökkenéséhez vezetett azoknál a betegeknél, akiknél más szerek nem hatottak. Ezt a hatásosságot és mechanizmusát azonban nem erősítették meg szélesebb körű tanulmányok, így az opiátok alkalmazása kísérleti. A CYP2D6-gátlók, mint fluoxetin vagy paroxetin egyidejű szedésekor óvatosnak kell lenni, mivel jelentősen csökkenthetik a terápiás szélességet. Emellett az opiátok függőséget okozhatnak.

### Mély agyi stimuláció
Különösen makacs esetekben felmerülhet a mély agyi stimuláció lehetősége is. Ehhez tartós jelleggel elektródákat ültetnek az agyba, melyek a mellbe ültetett pészmékertől a kényszeres tünetekért felelős agyterületekig vezetnek. Az Amerikai Egyesült Államokban 2009-ben engedélyezte az FDA.

### Támogató intézkedések
A kényszerbetegség kezelése mellett további segítséget is nyújtanak, például bevonják a beteg környezetét is. Ez lehet családterápia, házassági tanácsadás vagy történhet szociális munka keretében. A legfontosabbak:
Pszichoedukáció: Útmutatás és képzés a beteg és környezete számára, ami megkönnyíti a kényszerbetegség következményeinek felmérését. A betegség okainak és hatásainak felismerése mind magára a beteg kezelésére, mind társas kapcsolataira pozitívan hatnak. A pszichoedukáció megelőzheti a stigmatizálást is.
Sorstársi közösség: Az érintetteknek csak 40-60%-a keres szakszerű segítséget. Az eddigi kevés hatástanulmány szerint a támogató sorstársi közösségek jótékony hatással vannak a beteg állapotára. Tolin és társai szerint a konfrontáció cselekvésgátlással az önsegélyező csoportban is hatékonyan működött, csak kevéssel alacsonyabb hatásfokkal, mint szakértő vezetésével. Korábbi tanulmányokban a szakértő legalább marginálisan jelen volt, ami megkérdőjelezi eredményeik átvitelét a sorstársi közösségek hatékonyságára. Német nyelvterületen egy sor önsegélyező könyv is rendelkezésre áll. Egy 2019-es metaanalízis szerint a metakognitív sorstársi segítség a kontrollfeltételekhez képest a kényszeres tünetek szignifikáns gyengüléséhez vezetett.

## Megjelenése a popkultúrában
A 2002–2009 között gyártott Mr. Monk (magyarul: Monk, a flúgos nyomozó) c. amerikai krimisorozat főszereplője, Adrian Monk szenved OCD-ben. A zseniális nyomozó rendkívüli memóriával és intellektuális képességekkel old meg bűnügyeket, miközben kényszeres cselekedetei rendre humoros szituációkba sodorják, környezete, kollégái, asszisztensei és ellenfelei pedig többnyire értetlenséggel reagálnak viselkedésére.

## Fordítás
Ez a szócikk részben vagy egészben  a   Zwangsstörung című német Wikipédia-szócikk fordításán alapul.  Az eredeti cikk szerkesztőit annak laptörténete sorolja fel. Ez a jelzés csupán a megfogalmazás eredetét és a szerzői jogokat jelzi, nem szolgál a cikkben szereplő információk forrásmegjelöléseként.

## Kapcsolódó szócikk
- Nyelvtani tudálékosság szindróma